# 本壽院
本壽院（文化4年（1807年）－明治18年（1885年））江戶時代後期的女性，12代將軍德川家慶的側室、13代將軍德川家定的生母。除了家定之外，本壽院尚有兩名兒子，不過都夭折了。本壽院是她出家後的法號，實名為「美津」、「堅子」、「阿光」。生父為書院警衛長跡部正賢。

## 生涯
阿光（本壽院）於文政5年（1822年）出仕於西之丸大奧，翌年成為將軍家繼嗣德川家慶的御中臈。文政7年（1824年），於西之丸大奥產下幼名政之介的將軍家定。照顧政之介的事，全部由乳母歌橋來擔任，阿光居於西之丸大奥以「於部屋」來稱呼。
天保8年（1837年），11代將軍德川家齊讓出將軍職位給其子家慶。於是家慶取代家齊，進入本丸後，身為下一任將軍生母的阿光與其他側室、老女姊小路一起進本丸大奧居住，並獲授將軍繼承人生母相應的身分「老女上座」。
翌年，天保9年（1838年）受家慶之命，與政之介一同從二之丸大奥搬出。大御所家齊逝世後，阿光與政之介一同從二之丸大奧搬到西之丸大奥居住。
嘉永6年（1853年）6月22日，家慶病逝。阿光循慣例出家，法號本壽院。政之介成為13代將軍家定，將軍生母阿光便移居至本丸大奥，成為了大奧權力最高者。
由於家定體弱多病且無子嗣，推舉將軍繼任人士之間展開了激烈的競爭。此時的候補繼位者有水戶藩主德川齊昭之子一橋慶喜與紀伊藩主德川慶福兩人，當時的大奥一面倒向慶福派。本壽院曾說「如果慶喜大人當上將軍的話，寧可選擇去死」的話反對慶喜成為下一任將軍就任。安政5年（1858年）7月6日家定病逝。德川家茂在本壽院及大奥的眾位支持下，就任第14代將軍。
和宮親子內親王降嫁將軍家茂後，與本壽院、天璋院、家茂生母實成院，有十分嚴重的摩擦。
慶應4年（1868年）4月11日，江戶城無血開城，本壽院與天璋院一同搬到一橋邸居住，並在此安然生活了18年。明治18年（1885年），於一橋邸去世。享年79歲，葬於谷中墓地。

## 相關影視作品
- NHK大河剧本壽院扮演者
  - 篤姬（2008年） 高畑淳子
  - 西鄉殿（2018年） 泉平子

- 其他在電視劇中演本壽院的人物
  - 幻十郎必殺劍（2008年）北原佐和子